# Roemenen
De Roemenen  (Roemeens: români) zijn een volk en een etnische groep. Roemenen vormen de meerderheid in Roemenië en Moldavië (waar ze ook wel Moldaviërs worden genoemd om politieke redenen). Beide landen hebben zelf ook grote groepen minderheden binnen hun grenzen. De Roemenen spreken de Romaanse taal Roemeens waardoor zij zich op linguïstisch vlak onderscheiden van de buurlanden, waar Slavische talen en het Hongaars (dat behoort tot de Fin-Oegrische talen), worden gesproken. De Roemenen zijn grotendeel Roemeens-orthodox in hun religie.
Er zijn circa 23,8 miljoen Roemenen, waarvan er meer dan 3 miljoen buiten Roemenië en Moldavië wonen. In Nederland wonen ongeveer 40.000 Roemenen.

## Oorsprong
Waarschijnlijke verwanten van de Roemenen zijn de Meglenieten, Istro-Roemenen en Aroemenen

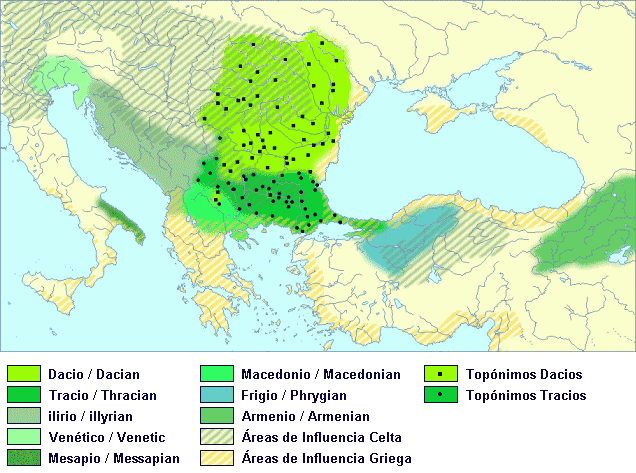
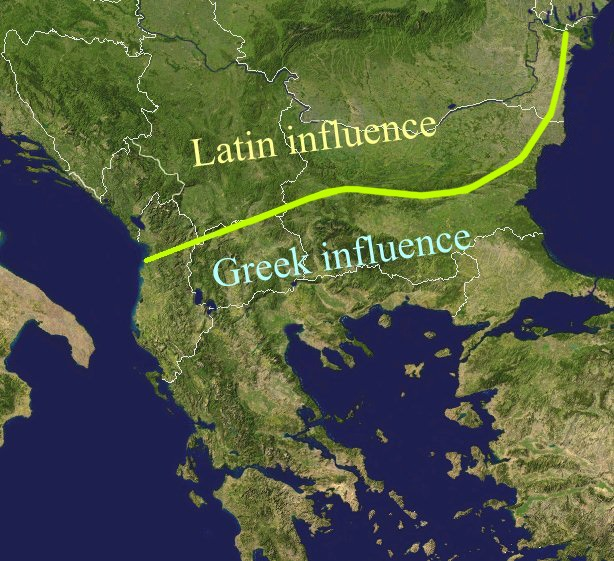
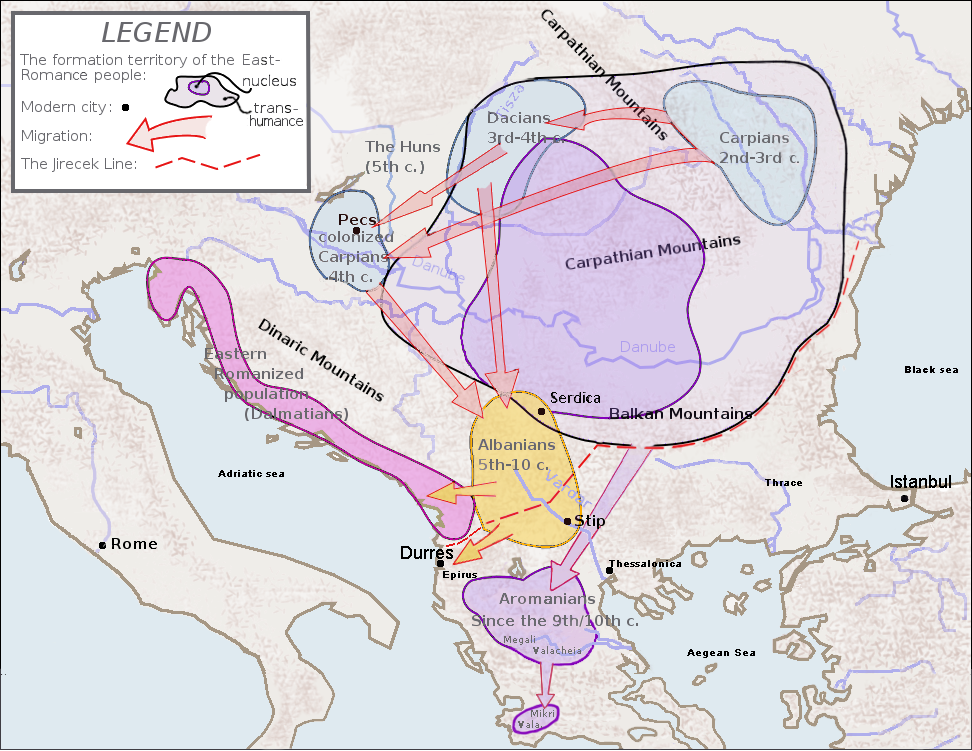
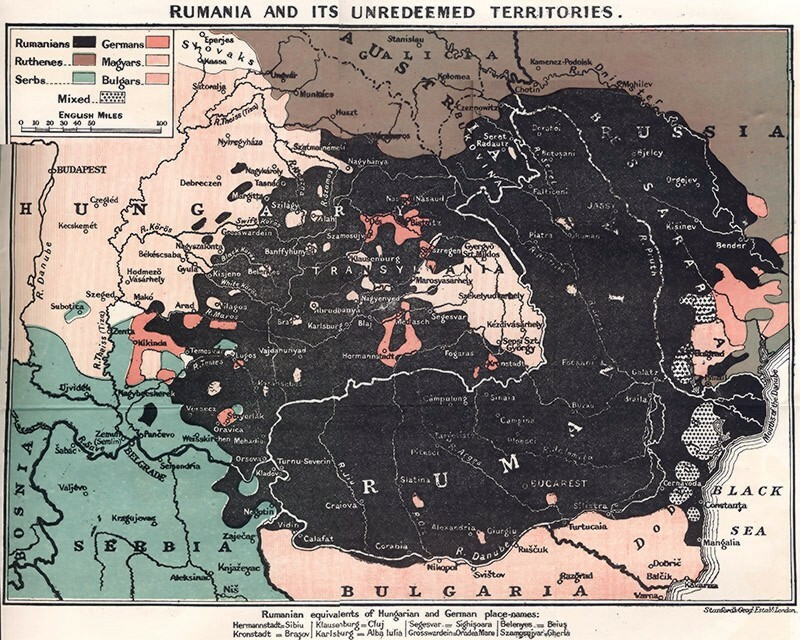
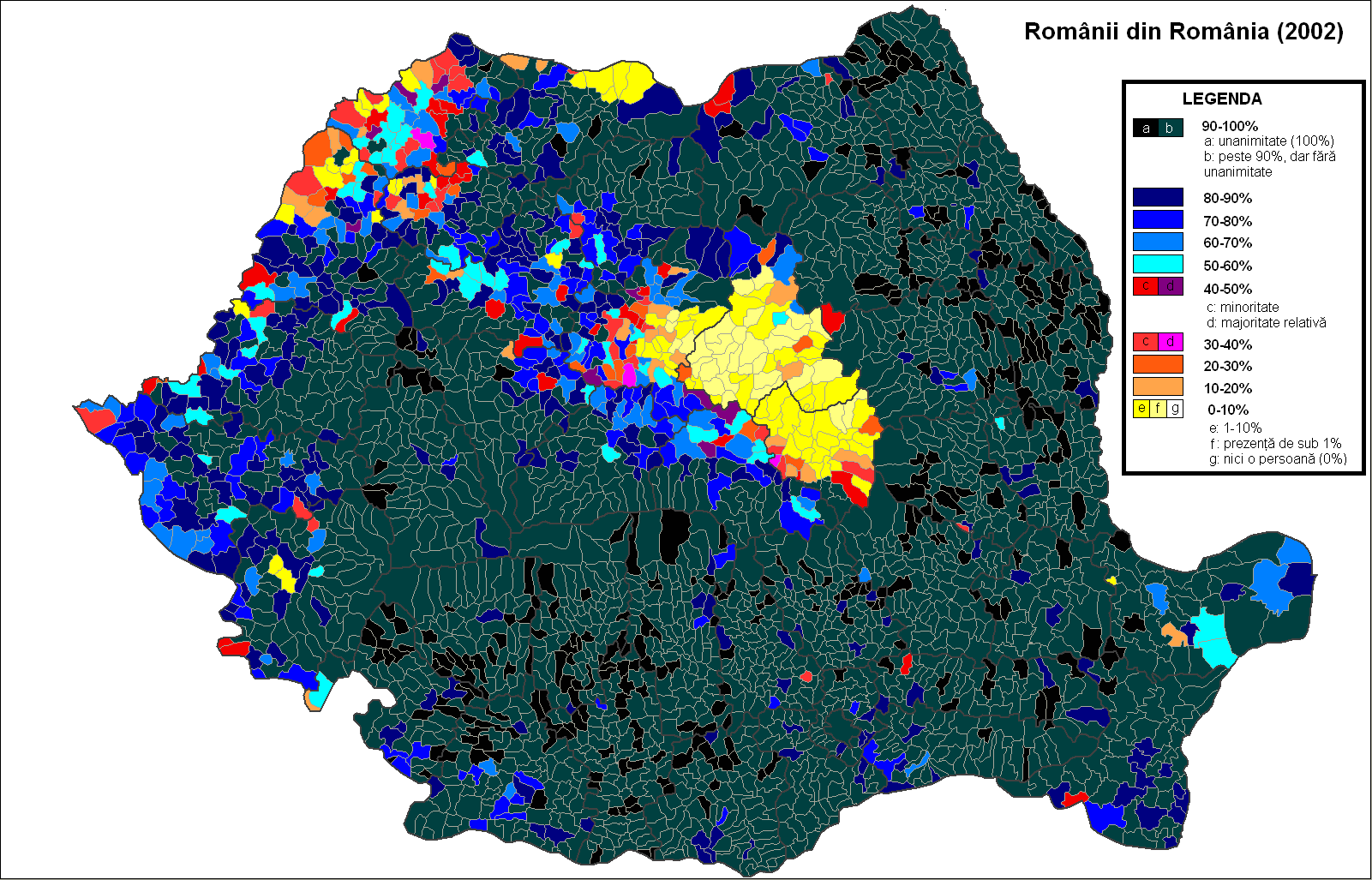
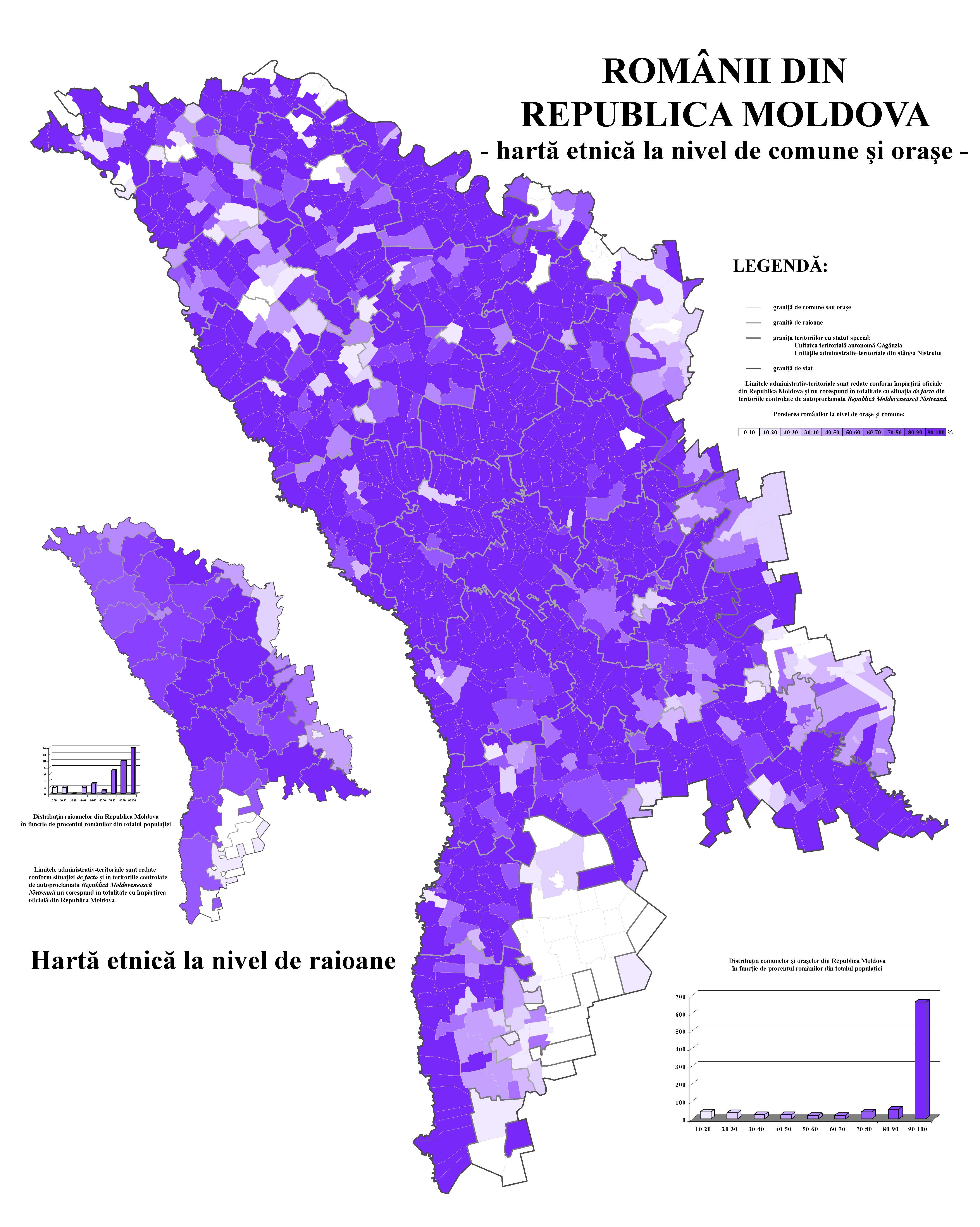
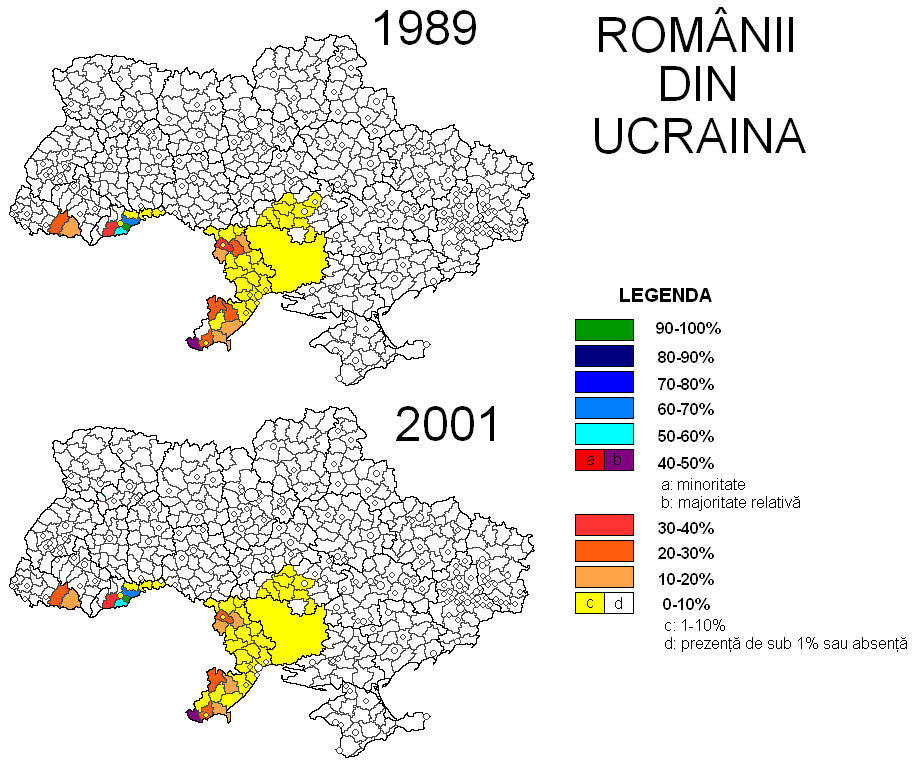
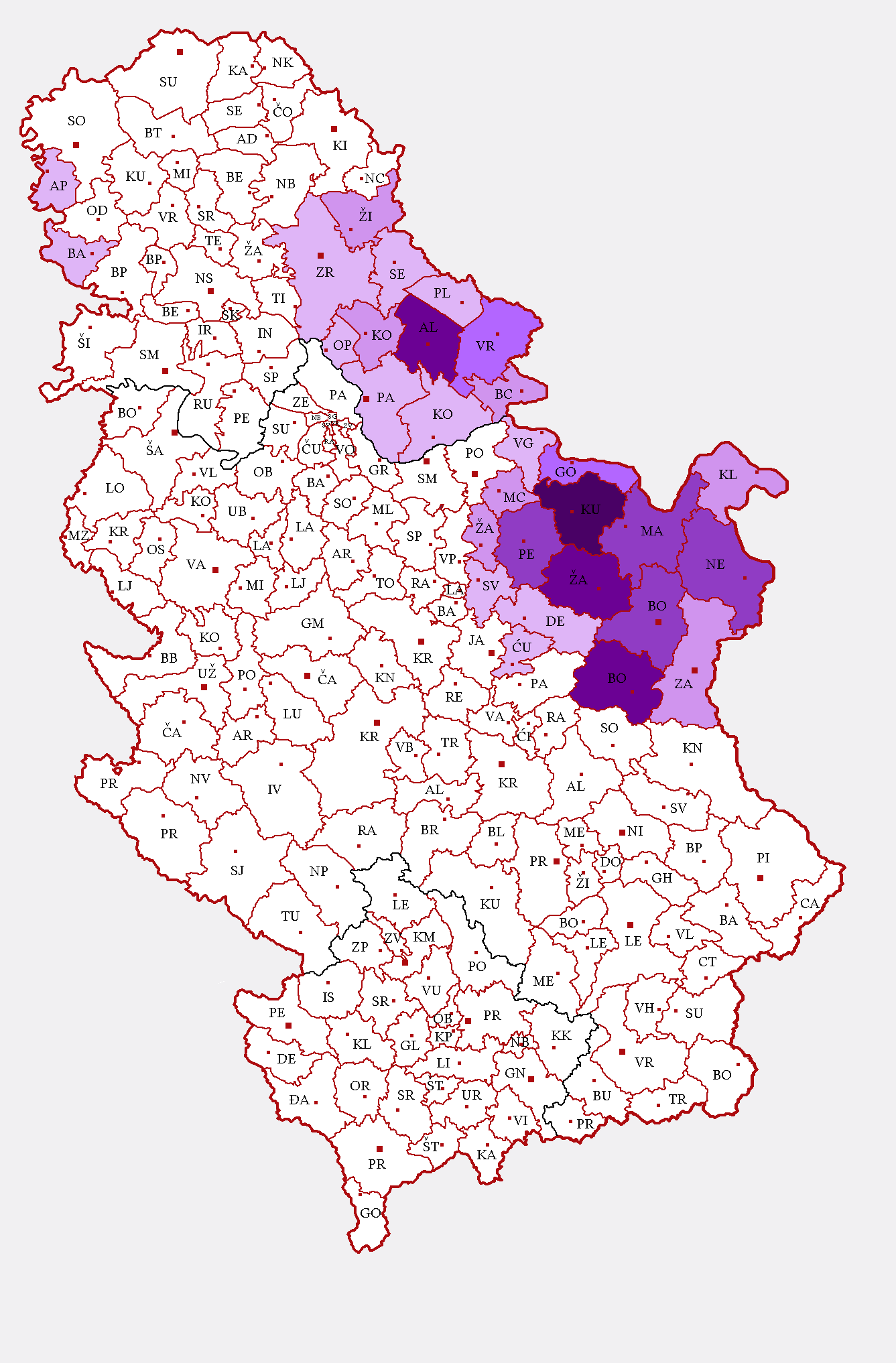